# Sergio Agüero
Sergio Leonel "Kun" Agüero (Quilmes, 2. lipnja 1988.) umirovljeni je argentinski nogometaš. Igrao je na poziciji napadača ili povučenog napadača. U prosjeku je postizao gol svakih 108 minuta u Premier Ligi, što ga čini igračem s najboljim prosjekom u povijesti lige.
Agüero nije, kao ni mnogi drugi mladi argentinski nogometaši, uspio izbjeći usporedbu s Diegom Maradonom. Također ga, po načinu igre i konstituciji, uspoređuju s drugom mladom argentinskom zvijezdom, Leom Messijem, te Romáriom. Nadimak Kun dobio je zbog fizičke sličnosti s likom iz japanskih anima.

## Independiente
Agüero je zaigrao za prvu momčad argentinskog Independientea sa samo 15 godina, čime je postao najmlađi igrač u povijesti argentinske prve lige. Rekord je prije njega držao Maradona. Agüero je fizičku nedoraslost nadoknađivao sjajnim baratanjem loptom, te je uskoro privukao pažnju brojnih skauta velikih europskih klubova.
Nakon sezone 2005./06. Agüero je prešao u redove madridskog Atlética.

## Atlético Madrid
U travnju 2006. Atlético Madrid pojavio se u medijima kao najozbiljniji takmac za potpis mladog Argentinca. Kao ostali zainteresirani klubovi navedeni su Bayern München, Palermo i Liverpool. Istog je dana Independiente opovrgnuo te navode, ali je Agüerov intervju argentinskoj televiziji bio znakovit: "Iako još ne znam točno što će se sa mnom dogoditi, ovo je lako mogao biti moj posljednji pogodak i posljednji nastup za Independiente".
Dana 29. svibnja 2006. objavljeno je da je Atlético Madrid osigurao potpis mladog Sergija. Dva dana kasnije Atlético je potvrdio da je Sergio Agüero potpisao šestogodišnji ugovor s klubom te da će Independienteu biti isplaćeno – za Atlético rekordnih – 20 milijuna €.
Nakon ne pretjerano uspješne prve sezone (2006./07.) u Atléticu, Agüero je mnogo uspješnije počeo novu 2007./08. sezonu. Novi partner u napadu, iskusni Urugvajac Diego Forlán puno mu je pomogao da dođe do izražaja, kao i sloboda u igri koju je dobio od trenera Javiera Aguirrea. Dana 1. ožujka 2008. godine Agüero je odigrao sjajno u 4:2 pobjedi Atlética nad Barcelonom, postigavši tri gola i namjestivši još jedan. Godine 2010. dobio je i španjolsko državljanstvo. Iste je godine s klubom osvojio Europska ligu te UEFA Superkup. Ukupno je u pet sezona za Atlético ubilježio 185 nastupa i postigao 125 pogodaka u svim natjecanjima. Godine 2011. napušta Atlético Madrid.

## Manchester City
Dana 28. srpnja 2011. Manchester City je izdao službeno priopćenje da je Agüero potpisao petogodišnji ugovor s klubom. Iznos transfera nije objavljen, ali se procjenjuje na 41 do 45 milijuna eura. U prvih pet ligaških nastupa za novi klub postigao je šest pogodaka, uključujući i hat-trick Wiganu. Do kraja sezone postigao je ukupno 23 ligaška pogotka, od kojih je onaj QPR-u u sudačkoj nadoknadi posljednje utakmice sezone donio Cityju prvi naslov prvaka nakon 44 godine.

## Reprezentacija
Na U-20 Svjetskom prvenstvu u Kanadi 2007. Agüero je vodio reprezentaciju Argentine do drugog uzastopnog naslova. Proglašen je za najboljeg igrača prvenstva, a bio je i najbolji strijelac prvenstva s 6 postignutih pogodaka.
Debitirao je za najbolju argentinsku selekciju 3. rujna 2006. u prijateljskoj utakmici protiv Brazila na Emirates Stadiumu u Londonu. S olimpijskom je selekcijom osvojio zlatnu medalju na OI 2008. u Pekingu. Nastupio je za A-selekciju na Svjetskom prvenstvu u Južnoafričkoj Republici 2010.

## Privatni život
Oženjen je Gianninom Maradonom, najmlađom kćeri Diega Maradone, s kojom ima sina Benjamína.

## Trofeji
- FIFA U-20 Svjetsko prvenstvo: 2005. i 2007. – prvak s argentinskom U-20 reprezentacijom
- Zlatna lopta (FIFA U-20 Svjetsko prvenstvo) – 2007.
- Zlatna kopačka (FIFA U-20 Svjetsko prvenstvo) – 2007.
- Golden Boy, nagrada časopisa Tuttosport za najboljeg mladog nogometaša na svijetu – 2007.[16][17]

## Vanjske poveznice
- Službena stranica  Arhivirana inačica izvorne stranice od 1. listopada 2020. (Wayback Machine) (šp.)
- Profil na stranici Manchester Cityja  Arhivirana inačica izvorne stranice od 19. svibnja 2012. (Wayback Machine) (engl.)
- Novosti o Agüeru  Arhivirana inačica izvorne stranice od 18. prosinca 2007. (Wayback Machine) (šp.)